# Institut inženjera elektrotehnike i elektronike
Institut inženjera elektrotehnike i elektronike (engleski: Institute of Electrical and Electronics Engineers), skraćeno IEEE, međunarodna je neprofitna profesionalna organizacija za uznapredovanje tehnologije vezane s elektricitetom. Ima više članova od bilo koje druge profesionalne tehničke organizacije na svijetu, s više od 360 000 članova u 175 zemalja.
IEEE ima sastavljen  popis miljokaza koji predstavljaju ključne dosege u elektrotehnici i elektronici.

## Poznati IEEE standardi i formati
- IEEE 488 — Standardno digitalno sučelje za programabilne instrumentacije, IEEE-488-1978 (sada 488.1).
- IEEE 754 — floating point artimetička specifikacija
- IEEE 802 — LAN/MAN
  - IEEE 802.3 — Ethernet
  - IEEE 802.11 — Bežično umrežavanje – "WiFi"
  - IEEE 802.15.4 — Bežični senzor/Kontrola mreže – "ZigBee"
  - IEEE 802.16 — Bežično umrežavanje – "WiMax"
- IEEE 896 — Futurebus
- IEEE 1003 — POSIX – "Unix" programerski standard
- IEEE 1076 — VHDL – VHSIC Hardware Description Language
- IEEE 1149.1 — JTAG
- IEEE 1275 — Otvoreni Firmware
- IEEE 1284 — Paralelni port
- IEEE P1363 — Public key cryptography
- IEEE 1394 — Serijska sabirnica — "FireWire"
- IEEE P1901 — Umrežavanje preko električnih instalacija
- IEEE 12207 — Informacijske tehnologije

## Vanjske poveznice
- IEEE stranica
- IEEE udruženje - standardi